# Stunde der Füchse
Stunde der Füchse ist ein deutscher Fernsehfilm aus dem Jahre 1993, in dem die fiktive Geschichte eines Parteifunktionärs erzählt wird, der wegen intriganter Machenschaften und Machtrangeleien innerhalb seiner Partei in eine moralische Krise gerät. Produziert wurde der Film im Auftrag des WDR von der FFP (Freie Fernseh-Produktion, Jörg Richter) in Hamburg. Das Drehbuch schrieben Rainer Berg und Frank Göhre, Regie führte Detlef Rönfeldt. Der Film, der sich kurz vor dem "Superwahljahr" 1994 dem Thema „Politik und Moral“ mit Elementen des Politthrillers zu nähern versuchte, wurde am 22. Dezember 1993 zur Primetime im Programm der ARD ausgestrahlt.

## Handlung
Der Bundeskanzler ist in Schwierigkeiten. Seine Sympathiekurve in der Öffentlichkeit sinkt bedrohlich, zwei Landtagswahlen gehen verloren. Da kündigt der bayerische Ministerpräsident Bernhuber (Franz Viehmann), Rechtsaußen im Parteipräsidium, seine Kandidatur für den Parteivorsitz an. Wolfgang Klaasen (Siemen Rühaak), Abteilungsleiter für politische Planung der Regierungspartei, ist trotz aller Vorbehalte ein loyaler Mitarbeiter des Kanzlers und seines als „linkslastig“ geltenden Generalsekretärs Rais (Jürgen Hentsch). Da taucht plötzlich ein Freund aus alten Zeiten auf (Hanns Zischler), der inzwischen Kontakt zu rechtsradikalen Kreisen unterhält, um die Parteiführung mit einer dubiosen Studie über eine angebliche Geisteskrankheit des Kanzlers zu erpressen.
Noch bevor die Verbindungen zwischen Bernhuber und den rechtsradikalen Auftraggebern der Studie aufgedeckt werden können, kommt die Vorsehung zu Hilfe: ein Terroranschlag auf den Wagen von Rais, in dem auch der Kanzler sitzt. Unversehrt überstehen die beiden mehrere Schüsse auf die gepanzerte Limousine, von wem auch immer sie abgefeuert wurden.
Für die Umfragewerte des Kanzlers kann es nichts Besseres geben. Im Handumdrehen erfindet die Pressestelle der Partei ein „Kommando Scharnhorst“ samt Bekennerschreiben, schiebt eine dramatisch inszenierte Pressekonferenz nach, und obwohl sich bald herausstellt, dass der angebliche „Anschlag“ nur eine Inszenierung war, kann der Kanzler, den „Rechtsterroristen“ glücklich entronnen, dem Parteitag wieder mit Zuversicht entgegenblicken. Bernhuber, der von den Machenschaften weiß, zieht seine Kandidatur zurück, weil er in dieser Situation ohnehin chancenlos wäre. Als Gegenleistung wird ihm der Rücktritt des „linkslastigen“ Generalsekretärs Rais serviert – ein Spiel über Bande, um die Macht des Kanzlers zu sichern.
Auf der Strecke bleibt Wolfgang Klaasen, der traurige Held, aus dessen Perspektive die Geschichte erzählt wird. Am Ende hat er zwar alles durchschaut, ist aber nicht in der Lage, den Lauf der Dinge entscheidend zu beeinflussen. Politisches Geschacher und Machterhalt sind offenbar wichtiger ist als Wahrheit oder Moral. Klaasen verliert nicht nur seinen Job, seine Geliebte (Kirsten Block) und seine letzten Illusionen, sondern auch seine alkoholabhängige Ehefrau Charlotte (Katrin Saß), deren Autounfall am Anfang und deren Tod am Ende der als Rückblende erzählten Geschichte steht.

## Hintergrund
Der Film basiert auf dem 1990 erschienenen Roman „Parteifreunde“ von Wulf Schönbohm, der zur Zeit der Entstehung des Films Berater von Ministerpräsident Erwin Teufel in Baden-Württemberg war. Er konnte sich, als ehemaliger Grundsatzreferent des CDU-Generalsekretärs Heiner Geißler, auf eigene Erfahrungen im politischen Geschäft stützen. Realer Hintergrund von Schönbohms Roman war der 1989 im Vorfeld des Bremer Parteitags der CDU gescheiterte Versuch, Helmut Kohl als Parteivorsitzenden der CDU zu stürzen, der zur Entmachtung von Lothar Späth und Heiner Geißler führte. Anders als im Film ging der Putschversuch von Bremen nicht vom rechten, sondern vom linken Rand der CDU aus.
Auch Jörg Richter, der Produzent des Films war ein Politprofi. Er arbeitete als politischer Berater unter Helmut Schmidt im Kanzleramt und war in der Bonner Parteizentrale der SPD Leiter der "Presse- und Öffentlichkeitsarbeit".

## Besetzung
Die Hauptrolle des Wolfgang Klaasen spielte Siemen Rühaak. In weiteren wichtigen Rollen waren Jürgen Hentsch, Stefan Reck, Katrin Sass, Kirsten Block und Ulrich Matschoss zu sehen. Der fiktive Kanzler Klumper, um den sich alles dreht, ist im Film nicht zu sehen – genauso wenig übrigens wie der "fiktive" Anschlag, der seine Wiederwahl auf dem Parteitag letztlich sichert.

## Resonanz
Walter A. Perger schrieb in der Zeit (Nr. 50/1993) eine ganze Seite über den  Film, den Roman und die realen politischen Hintergründe. Sein Fazit:

„Der Film hat keine Moral, weniger noch als das Buch. Er zeigt Ausschnitte aus der Wirklichkeit, verfremdet. Leicht  hätte eine Politiker- und Parteienbeschimpfung daraus werden können. Autor, Produzent, Regisseur und die Schauspieler haben sich davor gehütet. Sie  zeigen Politiker als Täter, die auch Opfer werden. Getriebene, denen es  vermutlich auch um die Sache geht, die ihre Zeit und Energie aber vor allem in die Frage  aller Fragen investieren: in die Machtfrage. Alles in allem ist das wie im  wirklichen Leben. Übertrieben, wird der reale Generalsekretär von damals  vielleicht sagen, wenn er sich öffentlich einlässt. Aber dennoch glaubwürdig, authentisch. Die drei Ebenen, Roman, Film und Wirklichkeit sind weitgehend  austauschbar.“

## Auszeichnungen
Der Film war 1994 für den Fernsehspielpreis der Deutschen Akademie der darstellenden Künste nominiert.